# مهدی گنجی
مهدی گنجی (زادهٔ ۱۳۵۷ در ملایر)، فیلمساز، فیلمبردار و نویسنده ایرانی است. او تحصیلاتش را در دانشکده سینما و تئاتر دانشگاه هنر تهران در مقطع کارشناسی و گرایش فیلمبرداری سینما به پایان رسانده است. وی از سال ۱۳۸۲ با شبکه‌های مختلف تلویزیونی ایران و جهان برای ساخت فیلم‌های مستند در مقام فیلمبردار و کارگردان همکاری داشته است. او در برخی از فیلم‌هایش به صورت تک‌نفره کار کرده و فیلمبرداری، کارگردانی و صدابرداری کارهایش را خودش به عهده داشته است. فیلم بلند "من می‌خوام شاه بشم" که برای اولین بار در جشنواره فیلم مستند آمستردام (ایدفا) در سال ۲۰۱۴ به نمایش درآمد از ساخته‌های اوست. فیلم‌های او در جشنواره‌های ایرانی و بین‌المللی به نمایش درآمده و علاوه بر کسب موفقیت در جشنواره‌های جهانی، سیمرغ بلورین بهترین کارگردانی فیلم مستند از جشنواره فیلم فجر را نیز دریافت کرده است. گنجی عضو انجمن صنفی کارگردانان سینمای مستند ایران است.

## مختصر زندگی و فعالیت‌ها
او پس از قبولی در دانشکده سینما و تئاتر دانشگاه هنر تهران و همزمان با تحصیل در رشته فیلمبرداری سینما، اولین فیلم مستند خود را با نام "با تو مهتاب" کارگردانی کرد. این فیلم که دربارهٔ رابطه‌های عمیق و پر احساس کودکان تربیت‌ناپذیر در یکی از مراکز نگهداری بهزیستی است، در سال ۱۳۷۹ جایزه بهترین فیلم کوتاه جشنوارهٔ بین‌المللی کیش را به دست آورد.
در دهه ۸۰ بیشتر فعالیت‌های مهدی گنجی متمرکز بر ساخت مجموعه‌های مستند تلویزیونی و کار در عرصهٔ سینما به عنوان فیلمبردار بود. در همین سال‌ها تجربه‌های مختلفی را نیز از همکاری با شبکه‌ها و رسانه‌های جهانی داشت و برای نیوزویک سه فیلم کوتاه ساخت (Tehran Diary: The Midwife , Qum Diary: The Cleric و Isfahan Diary: The Terrorist Victim)
وی همچنین مجموعهٔ Les Chroniques d'Iran (به کارگردانی سودابه مرادیان) را برای شبکهٔ آرته فرانسه فیلمبرداری کرد و در همان سال‌ها با شبکهٔ جهانی بی‌بی‌سی همکاری داشت.
گنجی در دههٔ ۸۰ شمسی، چندین مجموعه تلویزیونی مستند را فیلمبرداری، تدوین و کارگردانی کرد و در کنار آن به ساخت مستندهای صنعتی و تبلیغاتی نیز مشغول بود. بنا به گفته‌های او، فعالیت همزمان در سه حوزه کارگردانی، فیلمبرداری و صدابرداری، به او کمک کرد تا با فیلم‌سازی تک‌نفره در سطح جهان آشنا شود. او با تحقیق و پژوهش در نمونه‌های ایرانی و خارجی، سعی کرد تا به قابلیت‌ها و ضعف‌های این شکل از فیلم‌سازی مستند آگاهی پیدا کند. سال ۸۹، نتیجهٔ این تحقیقات و فعالیت‌ها در سایت "ومستند" به صورت یک پرونده جامع منتشر شد.
با همین تجربیات بود که گنجی در اوایل دهه ۹۰ خورشیدی فیلم‌های مستند خودش را به صورت تک‌نفره ساخت و کارگردانی، فیلم‌برداری و صدابرداری فیلم‌ها را نیز، خود، عهده‌دار شد. او معتقد است این شکل از فیلم‌سازی برای موضوعات و رویکردهای خاصی قابل اجراست در حالی که گاهی لطمه‌هایی هم به فیلم می‌زند. اما اگر آگاهانه و با داشتن مهارت‌های مورد نیاز انتخاب شود، می‌تواند نتیجهٔ خیره کننده‌ای در ساخت فیلم مستند داشته باشد. فیلم مستند "من می‌خوام شاه بشم" که ساخت آن سه سال طول کشید با همین روش ساخته شده است.
گنجی علاوه بر تحقیق و نگارش مقالات در زمینه سینمای مستند، به امر تدریس نیز مشغول است؛ وی کارگاه‌های فیلم‌سازی و مسترکلاس‌های مختلفی را برگزار کرده و به به هنرجوها کمک می‌کند تا به صورت عملی فیلم‌سازی مستند را تجربه کنند و حس دیدن و روایت‌گری در آنها تقویت شود. دوره‌های یک ساله فیلم‌سازی مدرسهٔ مستندسازی خوانش، کانون پرورش فکری کودکان و نوجوانان، انجمن سینمای جوانان ایران، جشنواره سینما حقیقت و جشنواره فیلم کوتاه تهران برخی از این کارگاه‌ها بوده است.
در سال‌های گذشته، مهدی گنجی عضو هیئت انتخاب و داوری جشنواره‌های مختلف فیلم بوده است. از جمله این جشنواره‌ها می‌توان به جشن مستقل سینمای مستند ایران، جشنواره بین‌المللی فیلم کوتاه تهران، جشنواره بین‌المللی سینما حقیقت و جشنواره فیلم رشد اشاره کرد.

## سبک
تقریباً در تمام فیلم‌های بلند مهدی گنجی، آدم‌ها و کاراکترها به دنبال رسیدن به رویاهای‌شان هستند. در این مسیر، او سعی می‌کند لایه‌های پنهان زندگی آدم‌ها و ارتباط عمیق بین آنها را برای مخاطب خود روایت کند. علاوه بر فیلم‌های من می‌خوام شاه بشم و پازلی‌ها، فیلم رویاهای خالکوبی شده هم که در دو کشور ایران و اسپانیا فیلمبرداری شده از همین سبک پیروی می‌کند و شخصیت‌های آن به دنبال رویاهایشان هستند. این فیلم داستان چند نوجوان عشق فوتبال که خودشان را به آب و آتش می‌زنند تا به اسپانیا بروند و زندگی‌شان را تغییر دهند.

## فیلم‌شناسی
| عنوان                 | سال ساخت |
| --------------------- | -------- |
| My Name Is Rocky      | ۲۰۰۱     |
| بومهای سنگی           | ۱۳۸۷     |
| داغ                   | ۱۳۸۰     |
| کودکی نیمه تمام       | ۱۳۸۵     |
| تنهایی پرهیاهو        | ۱۳۸۹     |
| I Was Born Yesterday  | ۲۰۱۵     |
| Les chroniques d'Iran | ۲۰۱۵     |

| عنوان                                     | سال ساخت |
| ----------------------------------------- | -------- |
| با تو مهتاب                               | ۱۳۷۹     |
| مجموعهٔ مستند تلویزیونی جلوه (آموزش عکاسی) | ۱۳۸۱     |
| مجموعهٔ مستند تلویزیونی اشتغال و صنعت      | ۱۳۸۳     |
| اراده‌های آهنین                            | ۱۳۸۴     |
| مسیر سپید                                 | ۱۳۹۰     |
| زندگی پای چوبهٔ دار                        | ۱۳۹۱     |
| مادرم منیژه معدن کار است                  | ۱۳۹۱     |
| همه اوراق هویت من                         | ۱۳۹۱     |
| زندگی پای چوبه دار                        | ۱۳۹۲     |
| اورجینال دهاتی                            | ۱۳۹۲     |
| من می‌خوام شاه بشم                         | ۱۳۹۳     |
| پازلی‌ها                                   | ۱۳۹۵     |
| رویاهای خالکوبی شده                       | ۱۳۹۹     |
| مستر کلاس‌های صفحهٔ نو (کارگردانی مشترک)    | ۱۴۰۲     |

## جوایز و نامزدی‌ها
| عنوان               | جشنواره                                      | سال  | عنوان جایزه / نامزدی                             |
| ------------------- | -------------------------------------------- | ---- | ------------------------------------------------ |
| با تو مهتاب         | جشنوارهٔ بین‌المللی کیش                        | ۱۳۷۹ | جایزه بهترین فیلم کوتاه                          |
| زندگی پای چوبهٔ دار  | هفتمین جشنواره پروین اعتصامی                 | ۱۳۹۱ | جایزه ویژه                                       |
| من می‌خوام شاه بشم   | سی و سومین جشنوارهٔ فیلم فجر                  | ۱۳۹۳ | سیمرغ بلورین بهترین کارگردانی فیلم مستند         |
| من می‌خوام شاه بشم   | هشتمین دوره جشنواره سینما حقیقت (ایران)      | ۱۳۹۳ | بهترین کارگردانی فیلم بلند (نامزد)               |
| من می‌خوام شاه بشم   | جشنوارهٔ فیلم فلاهرتینا (روسیه)               | ۲۰۱۵ | جایزه ویژه هئت داوران                            |
| من می‌خوام شاه بشم   | جشنوارهٔ فیلم چاگرین (آمریکا)                 | ۲۰۱۵ | جایزه تماشاگران                                  |
| من می‌خوام شاه بشم   | جشنوارهٔ فیلم کازان (روسیه)                   | ۲۰۱۶ | جایزه بهترین فیلم مستند                          |
| من می‌خوام شاه بشم   | جشنوارهٔ ایرانیان پراگ                        | ۲۰۱۶ | جایزه بهترین فیلم مستند                          |
| من می‌خوام شاه بشم   | جشنواره ایرانیان سانفرانسیسکو                | ۲۰۱۵ | جایزه بهترین فیلم مستند                          |
| من می‌خوام شاه بشم   | جشنواره فیلم مستند تی آر تی ترکیه            | ۲۰۱۶ | فینالیست                                         |
| من می‌خوام شاه بشم   | جشنواره داک فست مونیخ                        | ۲۰۱۵ | فیلم منتخب                                       |
| من می‌خوام شاه بشم   | جشنواره فیلم مستند آمستردام (ایدفا)          | ۲۰۱۵ | فیلم منتخب                                       |
| من می‌خوام شاه بشم   | جشنواره بیگ اسکای آمریکا                     | ۲۰۱۵ | فیلم منتخب                                       |
| من می‌خوام شاه بشم   | جشنواره شفیلد انگلستان                       | ۲۰۱۵ | فیلم منتخب                                       |
| من می‌خوام شاه بشم   | جشنواره دی‌ام‌زد کره جنوبی                     | ۲۰۱۵ | فیلم منتخب                                       |
| من می‌خوام شاه بشم   | جشنواره ای‌اف‌آی داکس آمریکا                   | ۲۰۱۵ | فیلم منتخب                                       |
| من می‌خوام شاه بشم   | سیزدهمین دوره جشنواره سینما حقیقت (ایران)    | ۱۳۹۸ | بهترین فیلم بخش کارآفرینی                        |
| پازلی‌ها             | هجدهمین دورهٔ جشن حافظ                        | ۱۳۹۷ | بهترین فیلم مستند (نامزد)                        |
| پازلی‌ها             | فستیوال فیلم‌های ایرانی کُلن (آلمان)           | ۱۳۹۷ | فیلم منتخب                                       |
| پازلی‌ها             | دومین جشنوارهٔ فرهنگ و هنر ایران ترمه (آلمان) | ۱۳۹۶ | فیلم منتخب                                       |
| رویاهای خالکوبی شده | سی و نهمین جشنواره فیلم‌های ورزشی میلان       | ۲۰۲۱ | جایزهٔ بهترین فیلم فوتبالی                        |
| رویاهای خالکوبی شده | دوازدهمین جشن مستقل سینمای مستند ایران       | ۱۳۹۹ | برنده دیپلم افتخار                               |
| رویاهای خالکوبی شده | سی و نهمین جشنواره فیلم فجر                  | ۱۳۹۹ | سیمرغ بلورین بهترین کارگردانی فیلم مستند (نامزد) |
| رویاهای خالکوبی شده | چهاردهمین جشنواره سینما حقیقت                | ۱۳۹۹ | بهترین کارگردانی (نامزد)                         |
| رویاهای خالکوبی شده | جشنواره سالونیکی (یونان)                     | ۲۰۲۲ | فیلم منتخب                                       |
| رویاهای خالکوبی شده | جشنواره فیلم فرایبورگ (سوئیس)                | ۲۰۲۲ | فیلم منتخب                                       |